# 楊復
楊復（？—？），浙江长兴县人，明朝政治人物、進士出身。

## 生平
永樂三年（1405年），浙江鄉試第一名舉人。永樂四年（1406年），聯捷丙戌科進士。后選為翰林院庶吉士，編撰《永樂大典》。